# Bernhard Christensen
Bernhard Anders Christensen, född 9 mars 1906 i Köpenhamn, död 20 mars 2004, var en dansk organist, komponist och musikpedagog. Hans föräldrar var Bernhard Hans Christensen och Olga Axeline Hansson.
Bernhard Christensen studerade musikvetenskap vid Köpenhamns Universitet från 1926. 1929 tog han organistexamen, och var fram tills 1945 anställd som körledare och assistent vid Christiansborgs slottskyrka. Därefter var han organist och kantor vid Vangede Kyrka 1945-1976. Samtidigt arbetade han som musiklärare, först för unga jazzentusiaster, senare på en förskola, och slutligen vid en grundskola mellan 1950 och 1976.

## Biografi
Christensen var självlärd som komponist. Hans avsats låg i Carl Nielsen-traditionen och i den samtidiga europeiska modernismen (först och främst Bartok och Igor Stravinskij). Romantiska föreställningar och musikideal, intressen för ett samhällsmässigt brett orienterat folkmusikaliskt arbete, men främst främmande kulturers "primitiva musik" hade alla inflytande på Christensens karriär som komponist. Tillsammans med Sven Møller Kristensen som textförfattare skrev han en uppsättning jazzpräglade verk, som blev mycket populära och till en viss del beskuggat hans senare arbeten.
Bernhard Christensen kom tidigt i förbindelse med musikpedagogen Astrid Gøssel genom en studiekrets där även Sven Møller Kristensen, Aksel Schiøtz och Herman D. Koppel deltog. Christensen kämpade för att skapa en miljö, som först och främst skulle kunna utveckla barns musikaliska talanger. Det ledde bland annat till att han år 1950 engagerade sig i nystarten av en fri grundskola, där han själv var musiklärare och Herman Stilling var lärare i bild och slöjd. Skolan, som heter Den lille Skole och ligger i Gladsaxe, är fortfarande aktiv idag. I linje med den tyska musikpedagogen och kompositören Carl Orff och den svenska musikpedagogen Daniel Hellden, hjälpte Bernhard Christensen att inspirera förändringar inom musikundervisningen för barn i förskolor och skolor efter andra världskriget.
Bernhard Christensen skrev musik till de så kallade PH-revyerna mellan 1930 och 1932, var med i Melodien der blev væk, en av 30-talets största teatersuccesser i Danmark, och arbetade som komponist och arrangör för bland annat Erik Tuxens jazzorkester. Han skrev också musik till en uppsättning filmer, bland annat Poul Henningsens Danmarksfilmen, Bjarne Henning-Jensens Brunkul och Søren Melsons Jyske Kyst. Christensen skrev även orkestermusik, psalmer, diverse barnsånger och pedagogisk musik riktad till små barn.

## Utvalda verk[3]
- Zweifel an Menschlicher Klugheit (kör, orkester och orgel 1929)
- Glæden hun er født i dag (orgel 1932)
- De 24 Timer (jazzoratorium 1933)
- Enken i spejlet (balett 1934)
- Thrymskvadet (solo, kör och orkester 1935) (i samarbete med Herman D. Koppel)
- Trompetkvadet (solo, kör och orkester 1935) (i samarbete med Herman D. Koppel)
- Sangen om Larsen (1935, i samarbete med Herman D. Koppel)
- Ud ad landevej'n (1935, i samarbete med Herman D. Koppel)
- Skolen på ho'det (solo, kör, klaver og trummor 1936)
- Livet er en drøm (solo, kör, klaver, guitar, bas og trummor 1936)
- Sproget (1936, text av Poul Henningsen)
- Byens lys (1937, text av Poul Henningsen, från revykomedin Op og ned med Jeppe)
- Begynd dagen med en sang (1937, text av Poul Henningsen)
- Den evige Trio (balett 1944)
- De syv porte (1955, text av Sven Møller Kristensen)
- Vesterhavet (symfoniorkester 1957)
- Ulandsvise (1961, text av Poul Henningsen)
- Krk (orgel 1963)
- Heinrich Schütz-toccata (orgel 1968)
- Orgelkoncert (orgel och symfoniorkester 1982)
- Koncert for basun og symfoniorkester (1995)